# Jido-eup
Jido-eup (koreanska: 지도읍) är en köping i kommunen Sinan-gun i provinsen Södra Jeolla i den sydvästra delen av Sydkorea, 285 km söder om huvudstaden Seoul. Den består av sju bebodda öar och ett antal mindre obebodda öar. De två största öarna är Jido (54,9 km² / 3 380 invånare) och Saokdo (14,9 km² / 512 invånare).